# Lamar (Nebraska)
Lamar és una població dels Estats Units a l'estat de Nebraska. Segons el cens del 2000 tenia 19 habitants.

## Demografia
Segons el cens del 2000, Lamar tenia 19 habitants, 10 habitatges, i 6 famílies. La densitat de població era de 91,7 habitants per km².
Dels 10 habitatges en un 30% hi vivien nens de menys de 18 anys, en un 40% hi vivien parelles casades, en un 10% dones solteres, i en un 40% no eren unitats familiars. En el 40% dels habitatges hi vivien persones soles el 30% de les quals corresponia a persones de 65 anys o més que vivien soles. El nombre mitjà de persones vivint en cada habitatge era d'1,9 i el nombre mitjà de persones que vivien en cada família era de 2,5.
Per edats la població es repartia de la següent manera: un 15,8% tenia menys de 18 anys, un 5,3% entre 18 i 24, un 10,5% entre 25 i 44, un 42,1% de 45 a 60 i un 26,3% 65 anys o més.
L'edat mediana era de 50 anys. Per cada 100 dones de 18 o més anys hi havia 100 homes.
La renda mediana per habitatge era de 23.750 $ i la renda mediana per família de 28.750 $. Els homes tenien una renda mediana de 25.625 $ mentre que les dones 33.750 $. La renda per capita de la població era de 14.463 $. Cap de les famílies i el 12,5% de la població estaven per davall del llindar de pobresa.

## Poblacions més properes
El següent diagrama mostra les poblacions més properes.